# Canapville (Calvados)
Pour les articles homonymes, voir Canapville.
Canapville est une commune française située dans le département du Calvados en région Normandie, peuplée de 231 habitants.

## Géographie
Canapville est accessible par la route départementale RD 677.
| Saint-Arnoult             | Bonneville-sur-Touques, Englesqueville-en-Auge | Saint-Gatien-des-Bois |
| Vauville                  | Canapville                                     | Tourville-en-Auge     |
| Saint-Étienne-la-Thillaye | Saint-Martin-aux-Chartrains                    | Coudray-Rabut         |

La commune est arrosée par la Touques

### Hydrographie
La commune est située dans le bassin Seine-Normandie. Elle est drainée par la Touques, le ruisseau de la Basse Rue, des bras de la Touques et  et un autre petit cours d'eau,.
La Touques, d'une longueur de 108 km, prend sa source dans la commune de Champ-Haut et se jette  dans la baie de Seine en limite de Trouville-sur-Mer et de Deauville, après avoir traversé 42 communes. 

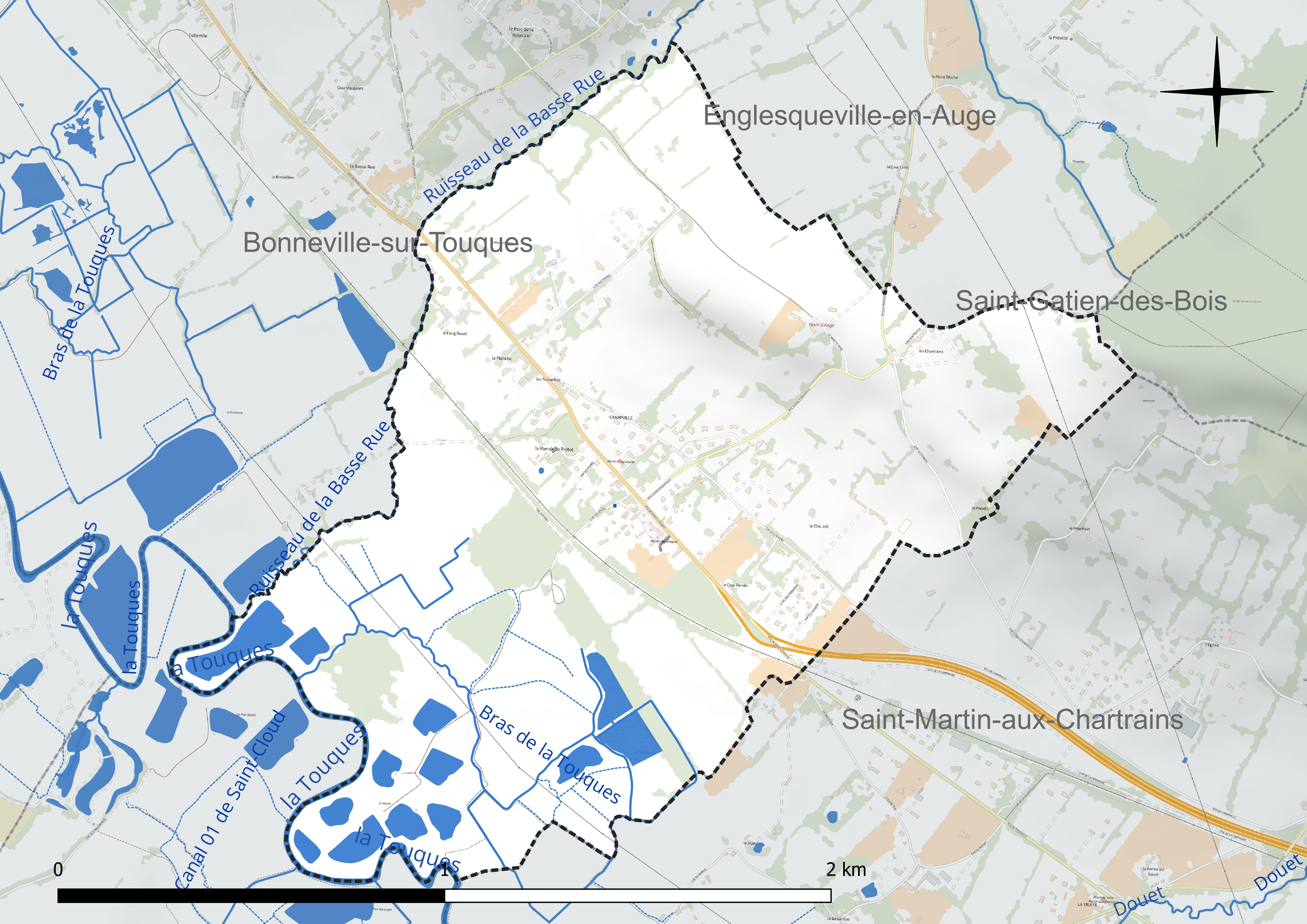
Réseau hydrographique de Canapville.

### Climat
Pour des articles plus généraux, voir Climat de la Normandie et Climat du Calvados.
En 2010, le climat de la commune est de type climat océanique franc, selon une étude du CNRS s'appuyant sur une série de données couvrant la période 1971-2000. En 2020, Météo-France publie une typologie des climats de la France métropolitaine dans laquelle la commune est exposée à un climat océanique et est dans la région climatique Côtes de la Manche orientale, caractérisée par un faible ensoleillement (1 550 h/an) ; forte humidité de l'air (plus de 20 h/jour avec humidité relative > 80 % en hiver), vents forts fréquents. Parallèlement le GIEC normand, un groupe régional d'experts sur le climat, différencie quant à lui, dans une étude de 2020, trois grands types de climats pour la région Normandie, nuancés à une échelle plus fine par les facteurs géographiques locaux. La commune est, selon ce zonage, exposée à un « climat contrasté des collines », correspondant au Pays d'Auge, Lieuvin et Roumois, moins directement soumis aux flux océaniques et connaissant toutefois des précipitations assez marquées en raison des reliefs collinaires qui favorisent leur formation.
Pour la période 1971-2000, la température annuelle moyenne est de 10,8 °C, avec  une amplitude thermique annuelle de 12,8 °C. Le cumul annuel moyen de précipitations est de 778 mm, avec 12,5 jours de précipitations en janvier et 8,1 jours en juillet. Pour la période 1991-2020, la température moyenne annuelle observée sur la station météorologique la plus proche, située sur la commune de Saint-Gatien-des-Bois à 5 km à vol d'oiseau, est de 11,0 °C et le cumul annuel moyen de précipitations est de 920,4 mm,. Pour l'avenir, les paramètres climatiques de la commune estimés pour 2050 selon différents scénarios d'émission de gaz à effet de serre sont consultables sur un site dédié publié par Météo-France en novembre 2022.

## Urbanisme

### Typologie
Au 1er janvier 2024, Canapville est catégorisée commune rurale à habitat dispersé, selon la nouvelle grille communale de densité à 7 niveaux définie par l'Insee en 2022.
Elle appartient à l'unité urbaine de Dives-sur-Mer, une agglomération intra-départementale dont elle est une commune de la banlieue,. Par ailleurs la commune fait partie de l'aire d'attraction de Trouville-sur-Mer, dont elle est une commune de la couronne,. Cette aire, qui regroupe 35 communes, est catégorisée dans les aires de moins de 50 000 habitants,.

### Occupation des sols
L'occupation des sols de la commune, telle qu'elle ressort de la base de données européenne d'occupation biophysique des sols Corine Land Cover (CLC), est marquée par l'importance des territoires agricoles (82 % en 2018), en diminution par rapport à 1990 (83 %). La répartition détaillée en 2018 est la suivante : 
prairies (51,2 %), zones agricoles hétérogènes (30,8 %), zones urbanisées (18 %). L'évolution de l'occupation des sols de la commune et de ses infrastructures peut être observée sur les différentes représentations cartographiques du territoire : la carte de Cassini (XVIIIe siècle), la carte d'état-major (1820-1866) et les cartes ou photos aériennes de l'IGN pour la période actuelle (1950 à aujourd'hui).

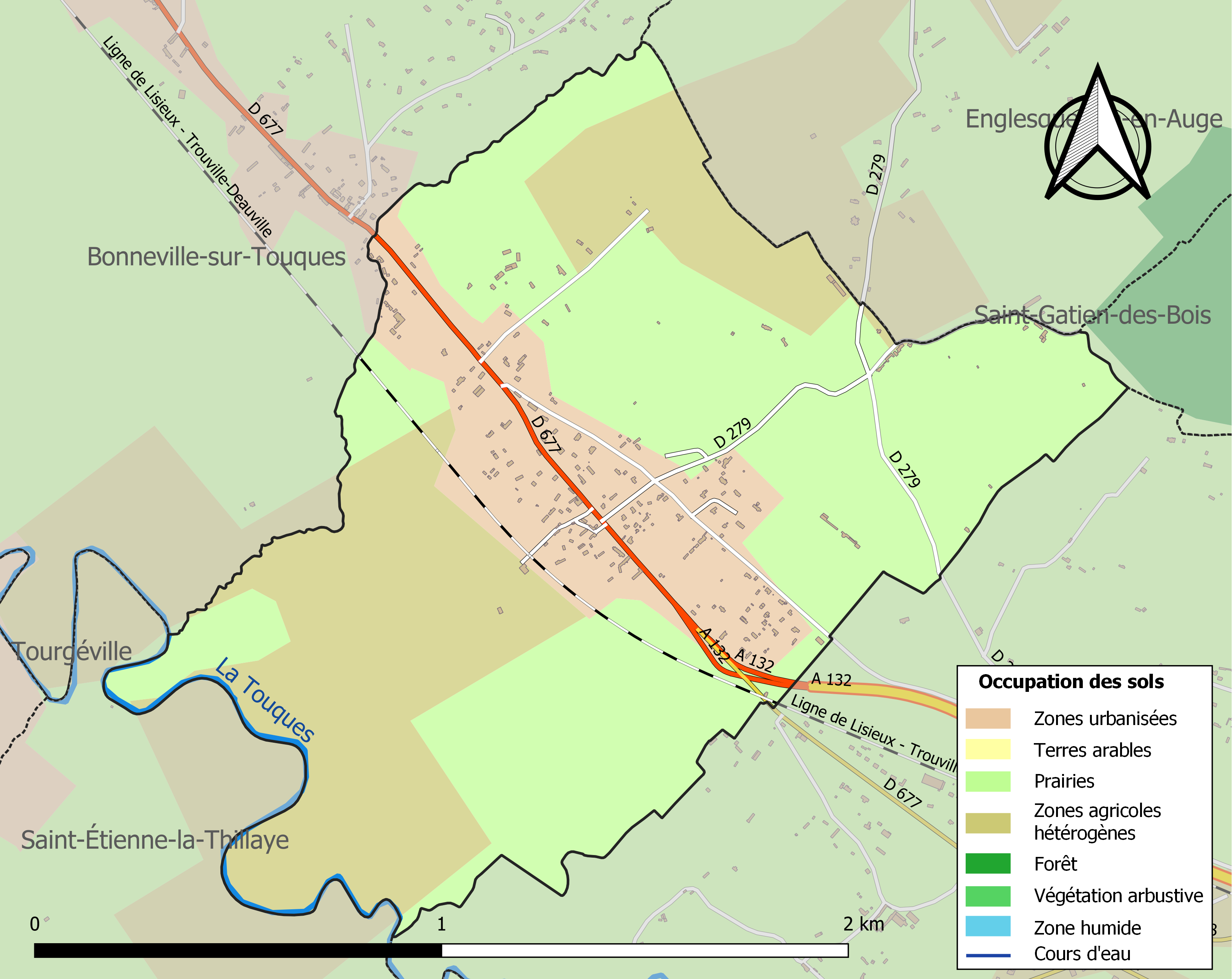
Carte des infrastructures et de l'occupation des sols de la commune en 2018 (CLC).

## Toponymie
Le village est attesté sous la forme à finale latinisée Kenapevilla en 1180 (Stapleton, 62,69) ; Kenapevilla en 1195 (Stapelton, 233,234).
Toponyme médiéval en -ville au sens ancien de domaine rural (< gallo-roman VILLA « grand domaine rural »), précédé d'un anthroponyme, comme dans la majorité des cas. Il s'agit ici de Knapi ou Knappi, surnom de personne norrois.
Cet anthroponyme se perpétue dans le nom de famille régional Canape, porté en Seine-maritime, mais qui aurait essaimé par le suite dans plusieurs régions, notamment en Île-de-France.
Homonymie avec Canapville (Orne, Canapevilla XIIIe siècle), Canappeville (Eure, Canapevilla 1248) et Canappeville à Fécamp.
Même anthroponyme dans les noms de lieu anglais Knapthorpe « *Canapto(u)rp » ou Knaptoft « *Canaptot », par exemple.

## Politique et administration
| Période                                  | Période   | Identité       | Étiquette | Qualité                                |
| ---------------------------------------- | --------- | -------------- | --------- | -------------------------------------- |
| 1987                                     | mars 2014 | Robert Vallée  | SE        | Directeur d'agence dans les transports |
| mars 2014                                | En cours  | Stéphane Tonon | SE        | Chef d'entreprise                      |
| Les données manquantes sont à compléter. |           |                |           |                                        |

## Démographie
L'évolution du nombre d'habitants est connue à travers les recensements de la population effectués dans la commune depuis 1793. Pour les communes de moins de 10 000 habitants, une enquête de recensement portant sur toute la population est réalisée tous les cinq ans, les populations de référence des années intermédiaires étant quant à elles estimées par interpolation ou extrapolation. Pour la commune, le premier recensement exhaustif entrant dans le cadre du nouveau dispositif a été réalisé en 2005.
En 2022, la commune comptait 231 habitants, en évolution de +2,21 % par rapport à 2016 (Calvados : +1,58 %, France hors Mayotte : +2,11 %).
| 1793 | 1800 | 1806 | 1821 | 1831 | 1836 | 1841 | 1846 | 1851 |
| ---- | ---- | ---- | ---- | ---- | ---- | ---- | ---- | ---- |
| 267  | 217  | 225  | 222  | 232  | 257  | 274  | 232  | 230  |

| 1856 | 1861 | 1866 | 1872 | 1876 | 1881 | 1886 | 1891 | 1896 |
| ---- | ---- | ---- | ---- | ---- | ---- | ---- | ---- | ---- |
| 224  | 247  | 246  | 228  | 256  | 226  | 230  | 197  | 183  |

| 1901 | 1906 | 1911 | 1921 | 1926 | 1931 | 1936 | 1946 | 1954 |
| ---- | ---- | ---- | ---- | ---- | ---- | ---- | ---- | ---- |
| 163  | 158  | 151  | 155  | 159  | 174  | 159  | 189  | 169  |

| 1962 | 1968 | 1975 | 1982 | 1990 | 1999 | 2005 | 2006 | 2010 |
| ---- | ---- | ---- | ---- | ---- | ---- | ---- | ---- | ---- |
| 174  | 170  | 182  | 188  | 185  | 222  | 237  | 239  | 219  |

| 2015 | 2020 | 2022 | - | - | - | - | - | - |
| ---- | ---- | ---- | - | - | - | - | - | - |
| 219  | 226  | 231  | - | - | - | - | - | - |

## Culture locale et patrimoine

### Lieux et monuments

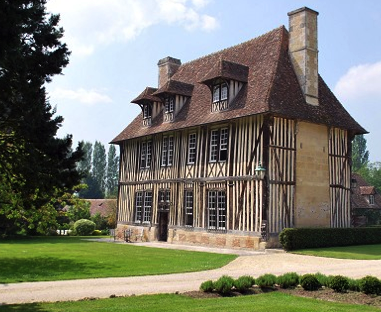
Le manoir de Prétot.

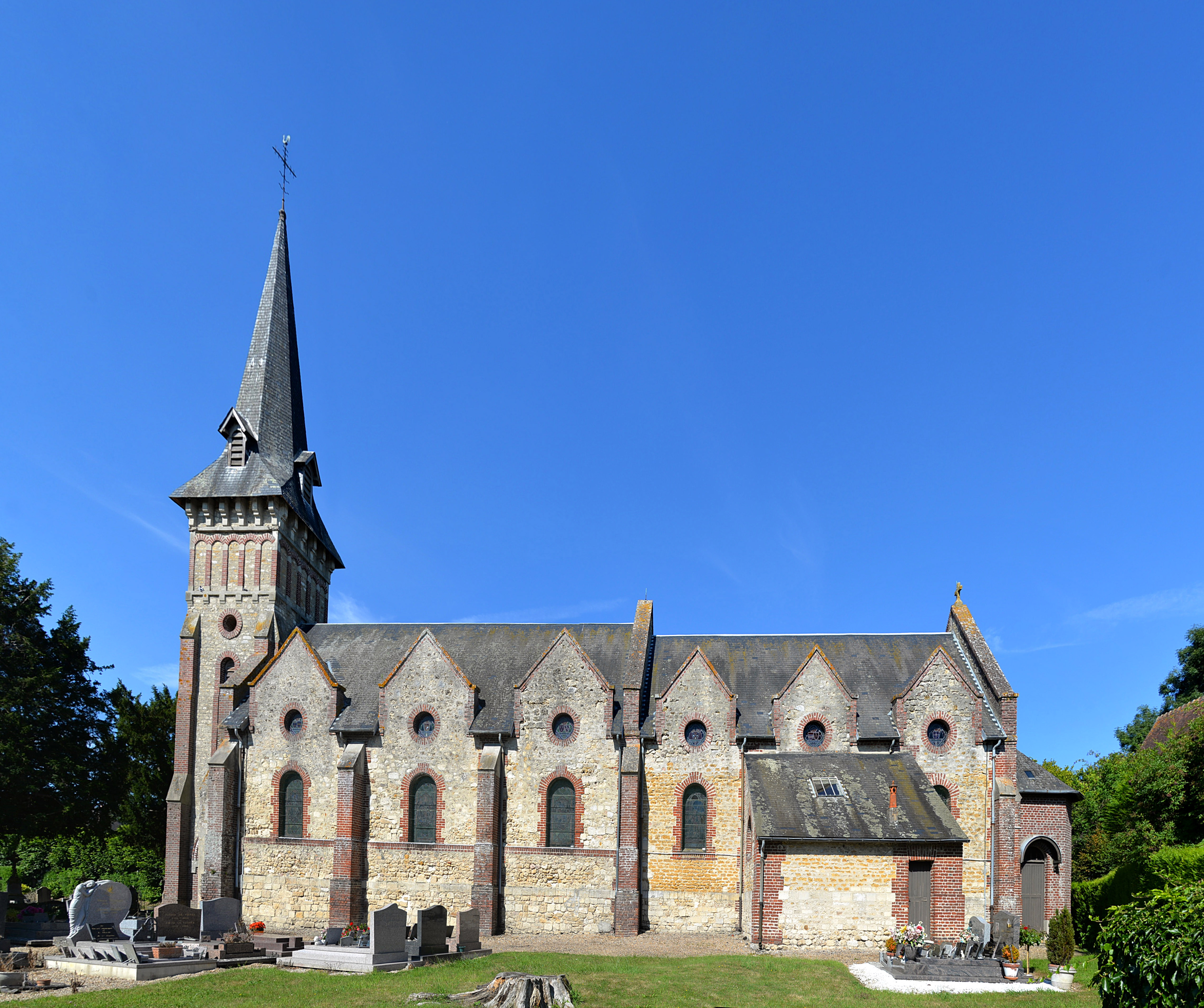
L'église Saint-Sulpice.

La commune abrite deux monuments historiques :
- le manoir des Évêques de Lisieux, ancien corps de ferme du XVIe siècle composé de trois bâtiments dont deux logis classés par arrêtés du 23 mars 1949 (façades et toitures) et du 2 novembre 2004 (totalité) et le bâtiment des communs, inscrit par arrêté du 2 novembre 2004[28] ;
- le manoir de Prétot, datant des XVIe et XVIIe siècles, a été un lieu de séjours pour Pierre Corneille. Le logis, ainsi que les façades des communs, a été inscrit par arrêté du 9 janvier 1995[29].

L'église Saint-Sulpice qui garde quelques traces des XIIe et XIIIe siècles, a été reconstruite au XIXe.

### Personnalités liées à la commune
- Le dramaturge Pierre Corneille (1606-1684) a séjourné à plusieurs reprises au manoir du Prétot de 1638 à 1668.
- Proust se sert de ce nom dans son roman À la recherche du temps perdu : « je demandai à Elstir si ces jeunes filles habitaient Balbec, il me répondit oui pour certaines d'entre elles. La villa de l'une était précisément située tout au bout de la plage, là où commencent les falaises de Canapville » (À l'ombre des Jeunes filles en fleurs, éd. Quarto Gallimard p. 664).